# José Vilar y Torres
José María Vilar Torres más conocido como José Vilar y Torres (1828 - 1904) fue un pintor paisajista español. Nació en Valencia en 1828 y falleció el 17 de marzo de 1904. 
Compartió estudio en la planta baja de la calle Las Avellanas nº12 (Valencia) con Benlliure, Sorolla y Pinazo, que actualmente es sede del Arzobispado de Valencia. Su hijo Vicente Vilar fue médico y continuó la tradición de pintor. Vivió en la tercera planta del mismo edificio, donde nacieron sus nietos Vicente, José, Josefina y Rafael Vilar de la Peña. 

## Obra
- Paisaje con arquitectura. Óleo sobre tela, firmado. Medidas: 47 cm. x 90 cm.
- Personajes en la playa. O/placa porcelana. Firmado: J. Vilar en el ángulo inferior derecho.
- Paisaje del Santo Espíritu/Sancti Spiritus. Lienzo propiedad de Canalejas, por el que obtuvo una medalla en la Exposición Nacional de Bellas Artes de 1887.
- Vista de pueblo. Óleo sobre tela, firmado.
- La Albufera de Valencia. Por el que obtiene un premio en la Exposición de Berlín de 1896.